# Loch Leven (zatoka)
Loch Leven (gael. Loch Lìobhann) – zatoka (loch) na zachodnim wybrzeżu Szkocji. Otwiera się do sąsiedniej, znacznie większej zatoki Loch Linnhe. 
Długość Loch Leven wynosi 14 km, szerokość dochodzi do 1,8 km. Uchodzi do niej potok Coe, spływający doliną Glen Coe.
Nad brzegami Loch Leven położone są m.in. Ballachulish, Glencoe i Kinlochleven.